# Samfund
|  | Wiktionary har en ordboksartikel om samfund. |

Samfund är inom samhällsvetenskap en mer eller mindre fast organiserad sammanslutning av länder, organisationer eller personer baserat på gemensamma ställningstaganden, världsuppfattning, religiös övertygelse eller politiska strävanden.